# 59 (số)
59 (năm mươi chín) là một số tự nhiên ngay sau 58 và ngay trước 60.

## Toán học
59 là Số nguyên tố thứ 17 và là Số nguyên tố phi chính quy thứ 2 (Sau số 37 và trước số 67)

## Hoá học
59 là Số hiệu nguyên tử của nguyên tố Praseodymium